# Reyes Maroto
María Reyes Maroto Illera (ur. 19 grudnia 1973 w Medina del Campo) – hiszpańska polityk, ekonomistka i nauczyciel akademicki, działaczka Hiszpańskiej Socjalistycznej Partii Robotniczej (PSOE), od 2018 do 2023 minister przemysłu, handlu i turystyki.

## Życiorys
Ukończyła nauki ekonomiczna na Universidad de Valladolid. Uzyskała magisterium z ekonomii i finansów w CEMFI (fundacji zorganizowanej przez Bank Hiszpanii) oraz w dziedzinie świadczeń zdrowotnych na Universidad Carlos III de Madrid. Została nauczycielem akademickim na ostatniej z tych uczelni. Od końca lat 90. pracowała także w różnych organizacjach pozarządowych i instytutach naukowych, m.in. w Fundación IDEAS (2011–2013).
Zaangażowała się w działalność polityczną w ramach PSOE. W 2015 została wybrana na posłankę do parlamentu wspólnoty autonomicznej Madrytu. W czerwcu 2018 objęła stanowisko ministra przemysłu, handlu i turystyki w nowo powołanym rządzie Pedra Sáncheza. W wyborach w kwietniu 2019 i listopadzie 2019 uzyskiwała mandat posłanki do Kongresu Deputowanych. W powołanym w styczniu 2020 drugim gabinecie dotychczasowego premiera pozostała na dotychczasowej funkcji rządowej. Urząd ten sprawowała do marca 2023, odchodząc z rządu w związku z kandydowaniem w wyborach lokalnych. Była w tym samym roku kandydatką na alkada Madrytu, jej ugrupowanie zajęło wówczas trzecie miejsce; Reyes Maroto uzyskała mandat radnej hiszpańskiej stolicy.